# Rhynchagrotis distracta
Rhynchagrotis distracta är en fjärilsart som beskrevs av Smith 1890. Rhynchagrotis distracta ingår i släktet Rhynchagrotis och familjen nattflyn. Inga underarter finns listade.